# Чумак Дмитро Олександрович
Дмитро Олександрович Чумак (1 квітня 1980) — український фехтувальник, олімпієць.

## Виступи на Олімпіадах
| Олімпіада  | Дисципліна           | Місце |
| ---------- | -------------------- | ----- |
| Пекін 2008 | шпага, індивідуальні | 13    |
| Пекін 2008 | шпага, командні      | 7     |